# VDSL2
VDSL2 o VHDSL2, son las siglas de Very-High-Bit-Rate Digital Subscriber Line 2, “línea de abonado digital de muy alta tasa de transferencia 2”, una evolución de la tecnología VDSL que aprovecha la actual infraestructura de pares de cobre de la red telefónica convencional.
ITU-T G.993.2 VDSL2 es el estándar de comunicaciones DSL más reciente y avanzado. Está diseñado para soportar los servicios conocidos como "Triple Play", incluyendo voz, video, datos, televisión de alta definición (HDTV) y juegos interactivos. 
La mayoría de los ISPs de España ya tienen ofertas propias de vídeo, voz y datos en una misma línea. VDSL2 permite a las empresas y operadores actualizar gradualmente las líneas xDSL existentes, sin un coste muy elevado.

## Introducción

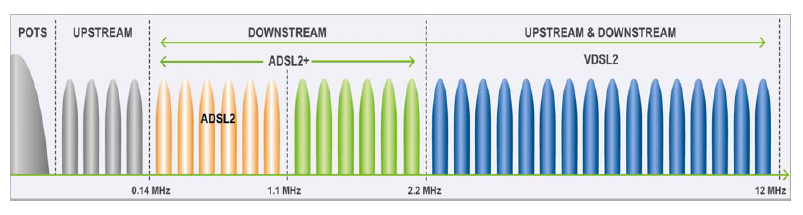
Espectro de asignación en VDSL2.

ITU-T G.993.2 permite la transmisión simétrica o asimétrica de datos, llegando a anchos de bandas superiores a 200 Mbit/s. Este ancho de banda de transmisión depende de la distancia a la central. Así, los 200 Mbit/s que salen de la central se reducen a 100 Mbit/s a medio kilómetro y a 50 Mbit/s a 1 km de distancia. Después, el descenso de velocidad es mucho menos precipitado, y la relación de pérdida es menor en comparación con VDSL. A 1,6 km el rendimiento es igual al de ADSL2+. A 4 o 5 km de distancia el ancho de banda es del orden de 1 a 4 Mbit/s (Downstream - bajada).
A medida que la longitud del bucle se acorta, sube la relación de simetría, llegando a más de 100 Mbit/s (tanto de subida como de bajada) dadas las condiciones idóneas.
De este modo la tecnología VDSL2 no está meramente limitada a cortos bucles, sino que puede ser utilizada con calidad en medias distancias.

## Vectorización
La vectorización es un método de transmisión que emplea la coordinación de las señales de línea para la reducción de los niveles de diafonía (crosstalk en inglés) y la mejora del rendimiento. Se basa en el concepto de cancelación de ruido, similar a los auriculares que poseen cancelación de ruido. Desde 2010 ITU-T G.993.5, cancelación auto-FEXT (vectorización) para uso con transceptores VDSL2, describe la vectorización de VDSL2. El campo de aplicación de la Recomendación UIT-T G.993.5 se limita específicamente a la cancelación auto-FEXT (diafonía de extremo lejano) en la dirección de bajada y de subida. La diafonía de extremo lejano, generada por un grupo de transceptores de extremo cercano que interfiere con los transceptores de extremo lejano de ese mismo es cancelada. Esta cancelación se realiza entre transceptores VDSL2, no necesariamente del mismo perfil. [4] Aunque técnicamente factible en el momento de vectorización es incompatible con la desagregación del bucle local, pero futuras modificaciones al estándar podrían traer una solución.

## Despliegue

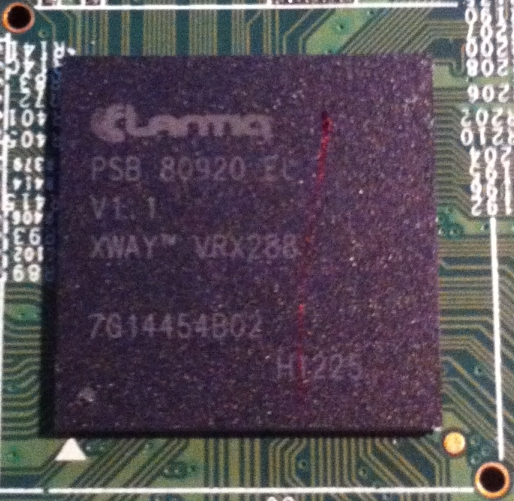
DSL SoC

### América
En Argentina la empresa IPLAN Telecomunicaciones actualmente está ofreciendo un servicio de VDSL2 de Allied Telesis en el área extendida de Buenos Aires, reemplazando la discontinuada conexión LRE (Long Reach Ethernet) de Cisco. También lo han implementado Telecom para su servicio Arnet y Telefónica de Argentina para Speedy.
En México la empresa de telefonía Telmex anuncia que firmó un acuerdo con Alcatel-Lucent con el que lanzará "una de las redes de acceso de banda ancha más grandes y veloces de América Latina".[cita requerida]
En Colombia la empresa de telefonía ETB despliega su red de fibra óptica para ofrecer la tecnología VDSL2 a través de sus unidades remotas MSAN y los armarios URBA V.2. La empresa de telecomunicaciones EDATEL SA presta servicio con VDSL2 en los departamentos de Antioquia, Córdoba y Sucre, y en la ciudad de Valledupar y el municipio de Barrancabermeja. Movistar Colombia está iniciando su despliegue en tecnología VDSL2 Con velocidades de hasta 40MB inicialmente en Armenia Quindio.

### Europa
En Francia, Club Internet se espera que empiece a ofrecer este servicio en 2006 si la ARCEP (Regulador Francés) permite su utilización, France Télécom lo hará en 2007.
En Alemania, Deutsche Telekom ha anunciado que invertirá 3.000 millones de euros para desplegar los servicios Triple play del 2006 en adelante.
En Italia, Telecom Italia planea proveer VDSL2 en el último trimestre de 2007.
En Eslovenia, Voljatel ofrece VDSL2 a empresas.
En España, desde finales de 2010 la empresa Jazztel comercializa de forma abierta VDSL2, en su modalidad de hasta 30 megas (30Mb de bajada y 3,5Mb de subida). Aparte de este empresa, Movistar (Telefónica) ha hecho tímidas pruebas con esta tecnología. En 2008 instaló DSLAMs VDSL2 en 1024 centrales repartidas por 50 provincias dentro de una primera fase de pruebas piloto con VDSL2. En la segunda fase, iniciada el 22 de diciembre de 2008, se instalaron nodos remotos de DSLAMs VDSL2, que permiten acortar la longitud del bucle y por tanto ofrecer más velocidad. Pero los resultados comerciales de estas pruebas no fueron los esperados y se abandonó su comercialización, Vodafone ofrece desde 2013 VDSL2 bajo la denominación comercial ADSL Turbo con una velocidad de 35 Mbps en bajada y 3,5 Mbps en subida.
En Suecia, Bredbandsbolaget AB está llevando a cabo pruebas de VDSL2 desde octubre de 2005.
En Suiza, Swisscom está desplegando el VDSL2 y espera proveerlo a los consumidores en 2006/2007.

### Asia
En Singapur, SingTel acordó con Ericsson la realización de unas pruebas del VDSL2 a partir de junio de 2006. Todavía no se ha anunciado ninguna intención de ofrecer esta tecnología.
En Pakistán, PTCL es el primer proveedor de servicios en el mundo para implementar una solución de unión comercial VDSL2 y ofrece una velocidad de hasta 50 Mbps - La velocidad más alta ofrecida por cualquier proveedor de servicios de Internet en el país.